# دست‌نوشته‌های کتاب مقدس
دست‌نویس‌های انجیلی یا دست‌نوشته‌های کتاب مقدس به هرگونه نسخه دست‌نویس بخشی از متن کتاب مقدس گفته می‌شود. نسخه‌های خطی کتاب مقدس در اندازه‌های گوناگون، از کتیبه کوچک حاوی آیات فردی متون مقدس یهودی یا تِفیلین تا کتاب‌های چند زبانه بزرگ، که شامل هر دو عهد عتیق یا تَنَخ و عهد جدید است، وجود دارند. برخی دست‌نوشته‌ها به تاریخ ۱۵۰ سال پیش‌از میلاد بازمی‌گردند.

## نگارخانه

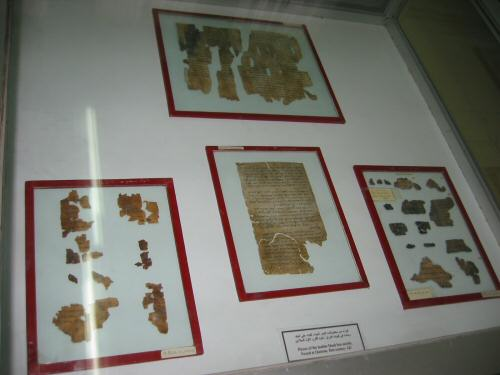
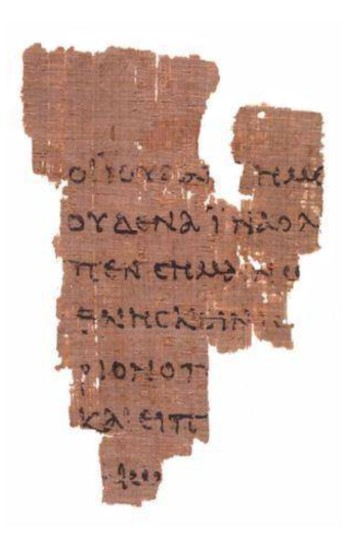
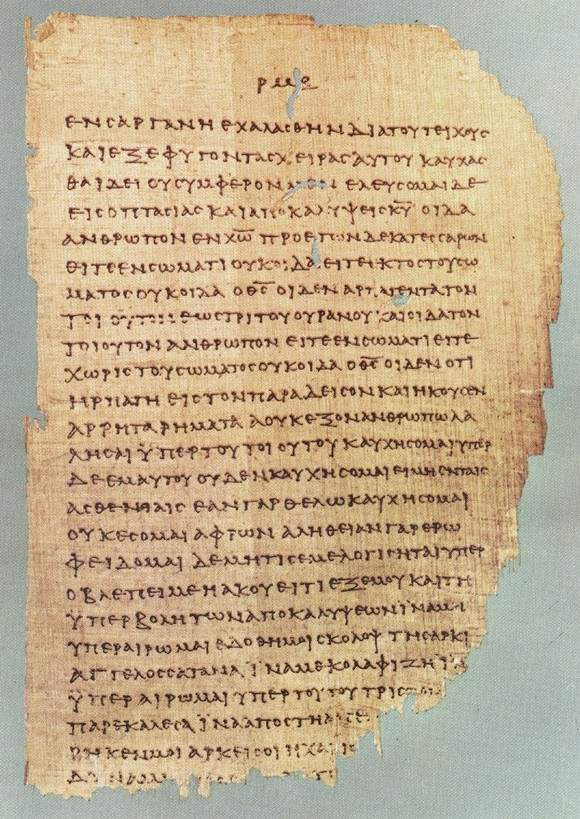
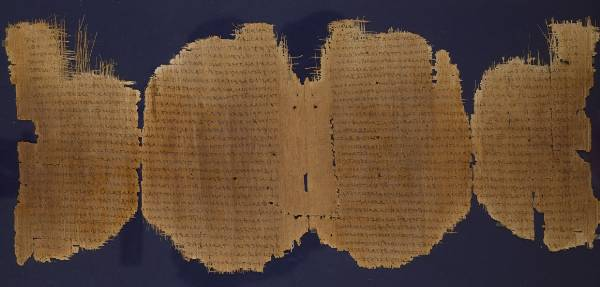
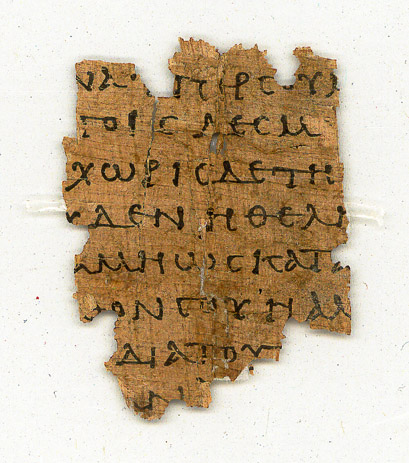
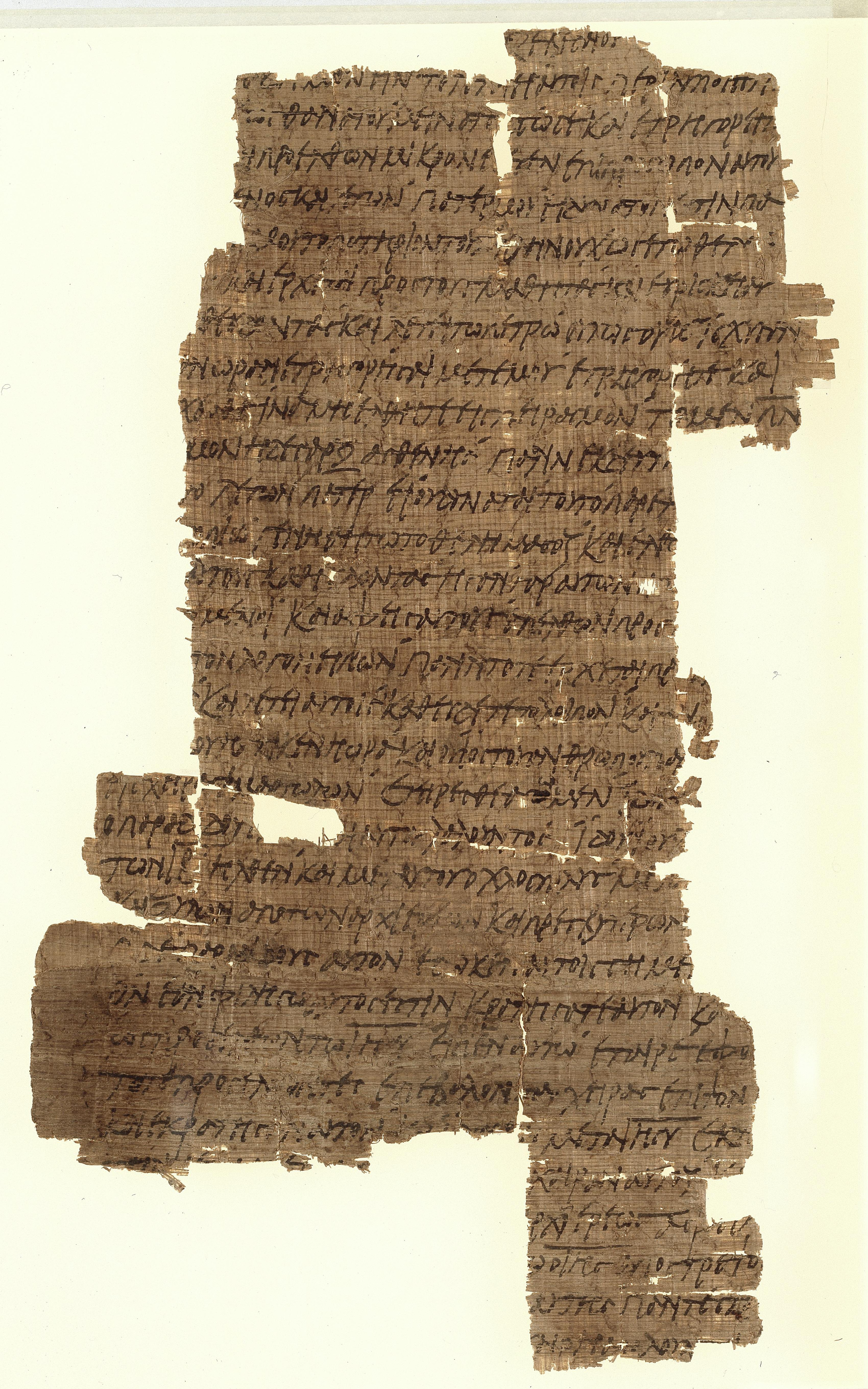
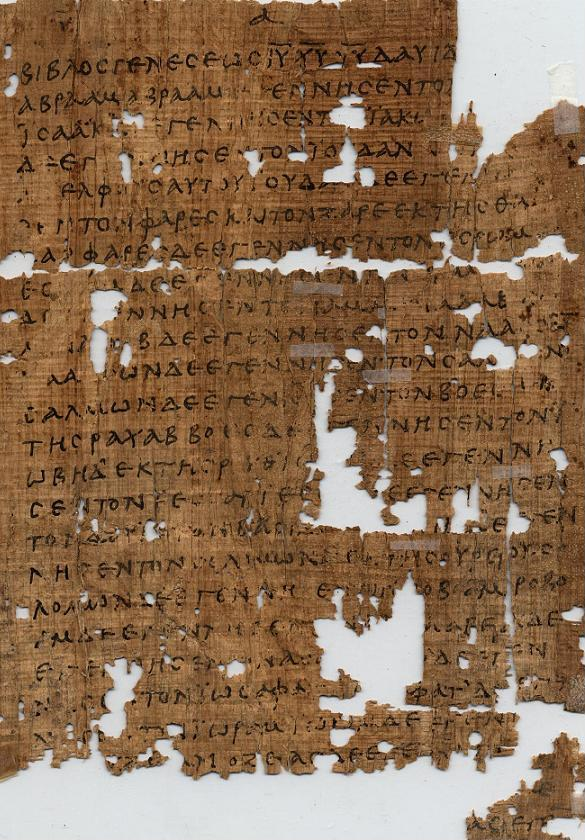
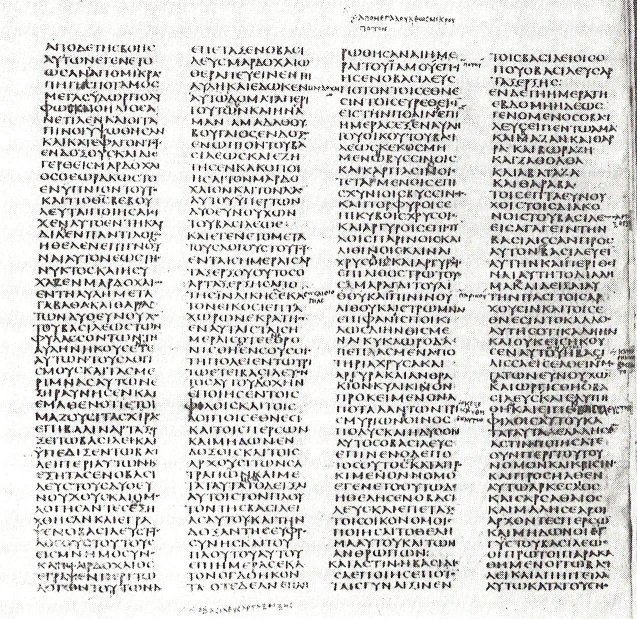
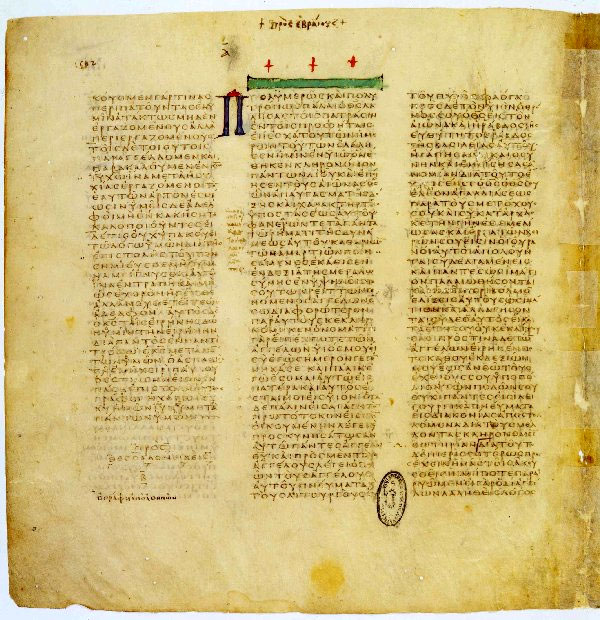
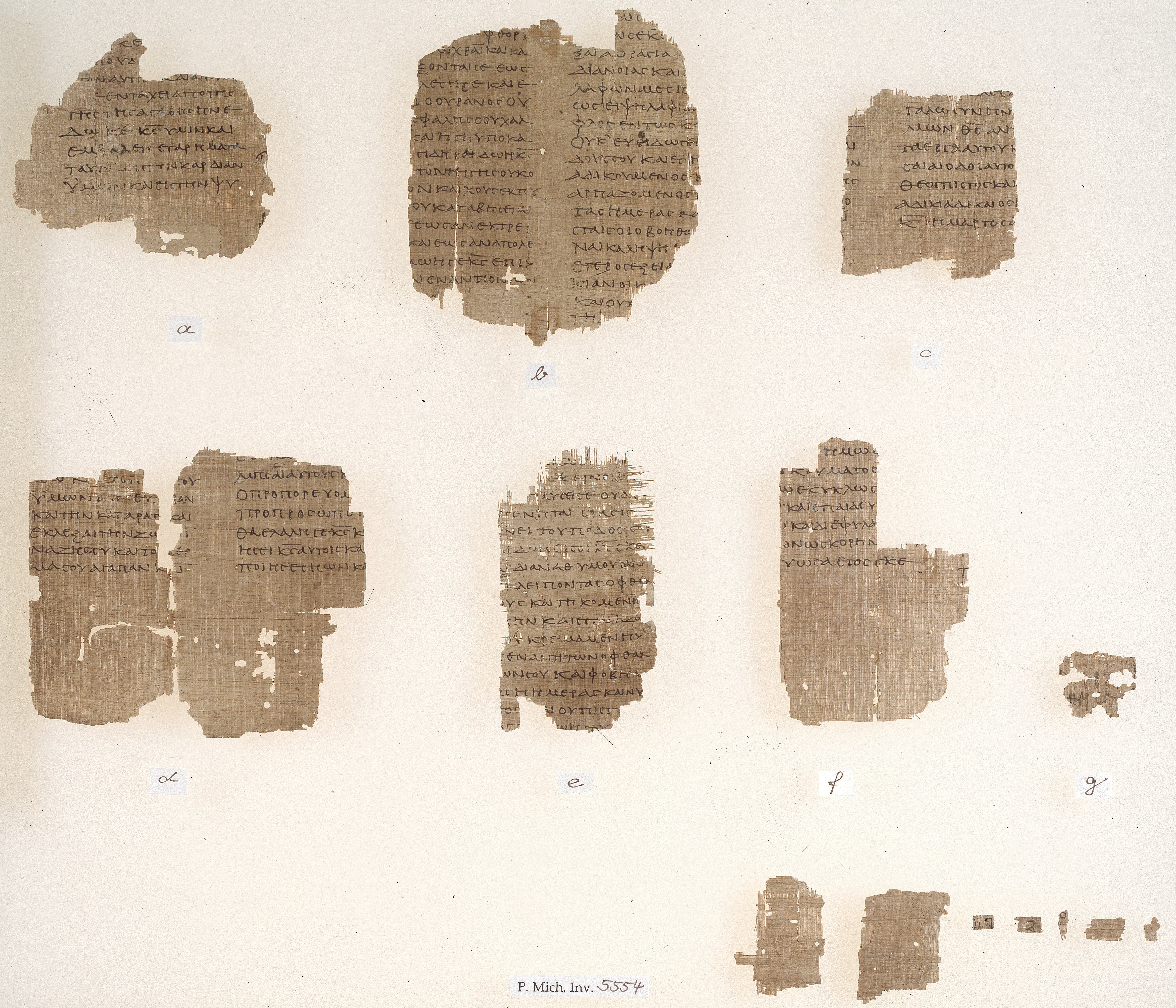
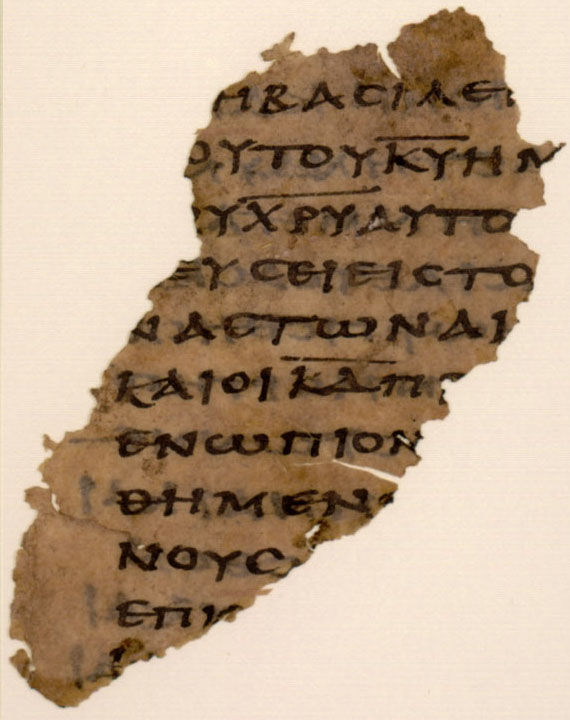
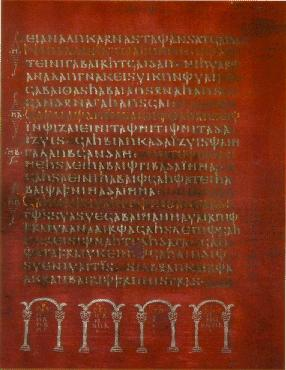
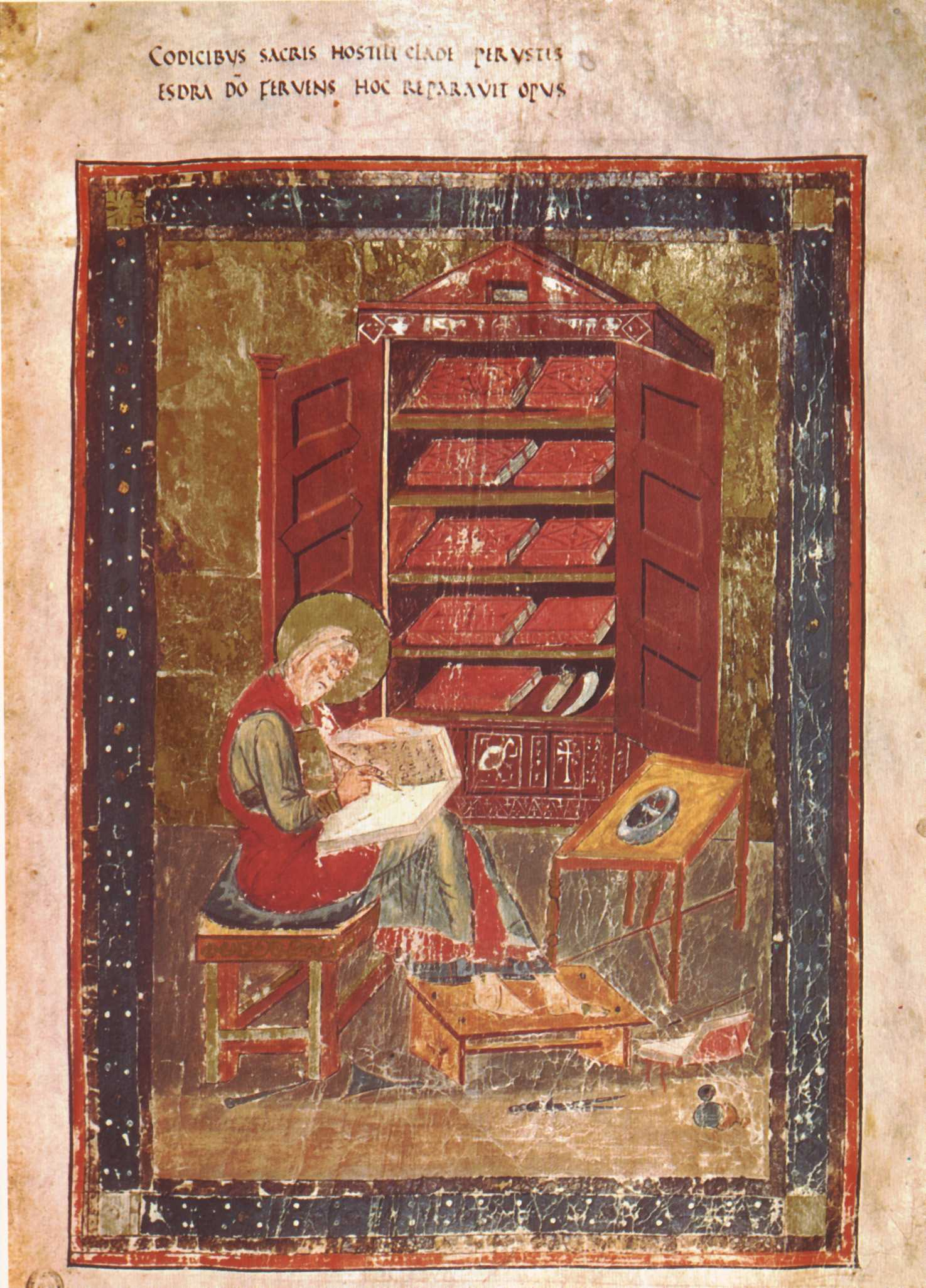